# 中川一政

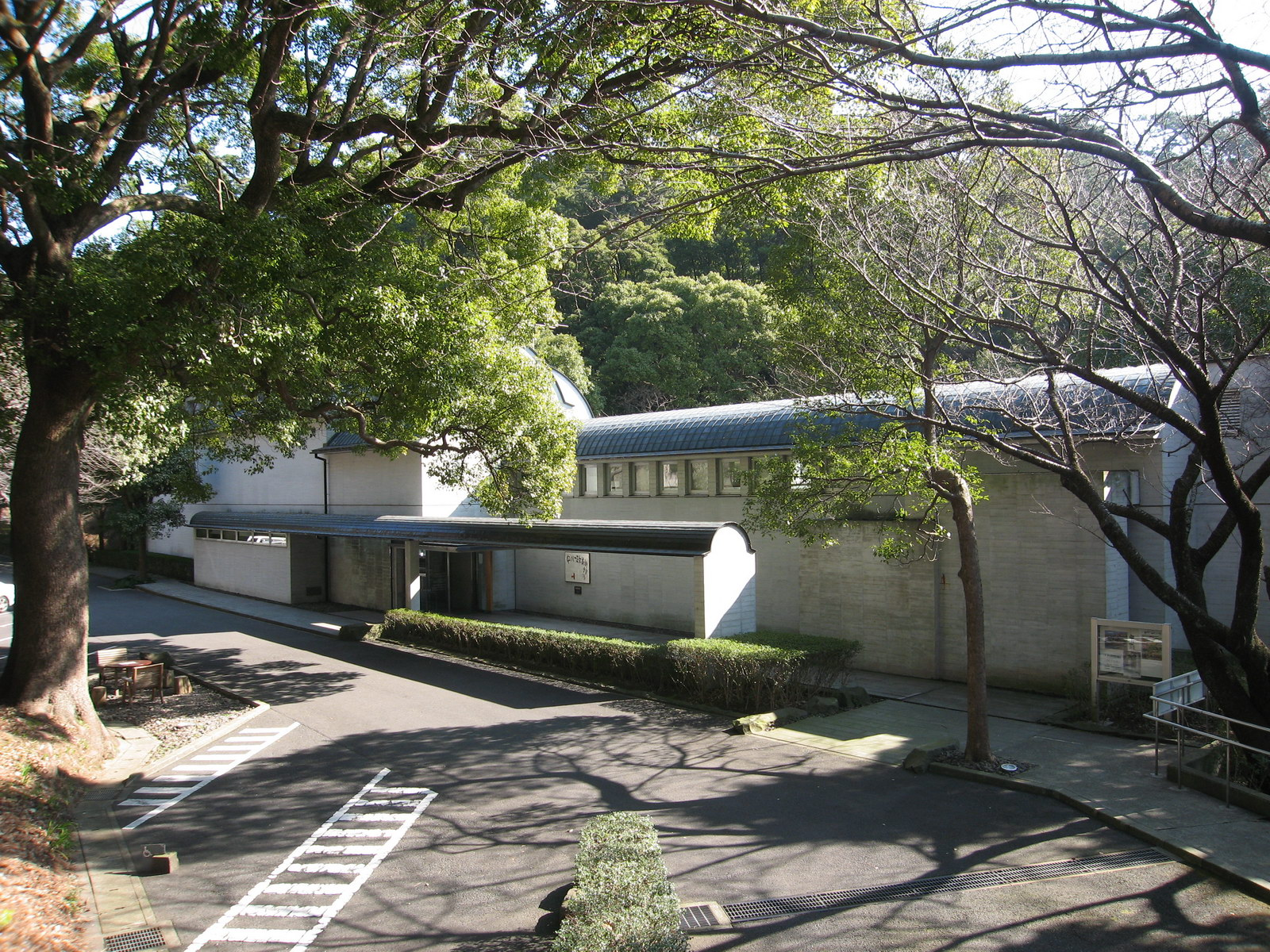
真鶴町立中川一政美術館

中川 一政（なかがわ かずまさ、1893年（明治26年）2月14日 - 1991年（平成3年）2月5日）は、日本の洋画家、美術家、歌人、随筆家。東京府生まれ。

## 経歴
- 1893年 東京市本郷に生まれる[2]。
- 1914年 巽画会展に出品した作品が岸田劉生に見出されて画家を志す。
- 1915年 草土社を結成[2]。
- 1920年 初の個展（油彩）を開く。また、同年2月千家元麿、宮崎丈二らと雑誌『詩』を創刊。
- 1922年 小杉放庵らと「春陽会（しゅんようかい）」設立に参加[2]。
- 1923年 伊藤暢子（伊藤為吉の娘）と結婚[2][3]。
- 1931年 水墨画の個展を開く。
- 1949年 神奈川県足柄下郡真鶴町にアトリエを構える[2]。
- 1961年正月、宮中歌会始の召人となる。
- 1975年11月、文化勲章を受章[2]。文化功労者表彰。
- 1984年 東京都名誉都民に顕彰[1][2]。
- 1986年10月10日、母の故郷である石川県松任市（現：白山市）に松任市立中川一政記念美術館（現在は白山市立松任中川一政記念美術館）が開館[2]。
- 1989年3月 真鶴町に真鶴町立中川一政美術館[4]が開館[2]。
- 墓所は東京・雑司ヶ谷霊園。

## 作品
洋画、水墨画、版画、陶芸、詩、和歌、随筆、書と多彩な作品を制作した。作品のすべてが独学であり、自ら「在野派」と称した。洒脱な文章でも知られた。
- 絵画作品 「漁村凱風」「薔薇」「箱根駒ケ岳」等。
- 和歌 1961年に歌会始の召人となり詠進した。
- 挿絵 都新聞に連載された尾崎士郎『人生劇場』
- 随筆　文集全5巻、全文集全10巻がある。

## 評伝・その他
- 97歳と長命であったが、晩年まで創作活動を続けた[6]。視力が衰えたため、家政婦に絵の具の色の名を大きく書かせて描く時に見分けたという[要出典]。絶筆はかねてから好んで描いていたバラであった[要出典]。バラを題材にした作品は判明しているだけで800点を超える[要出典]。
- 遺した美術品コレクションが競売にかけられた際、それまで判明していなかったがゴッホの油彩画であることが判明した絵画があった。当初は落札予想価格が1万円とされていたものが、6600万円でウッドワン美術館に落札された。中川がゴッホ作であったことを知っていたかどうかは不明[要出典]。
- 俳優の緒形拳は、中川のファンと公言しており中川を「真鶴の巨人」と称していた[5]。

## 著作
- 見なれざる人 （詩集 叢文閣、1921年）
- ゴオホ （アルス、1925年）
- 美術の眺め （アトリヱ社、1930年 のち講談社文芸文庫）
- 美術方寸 （第一書房、1933年）
- 永福寺余暇 （竹村書房、1934年）
- 武蔵野日記 （竹村書房、1934年）
- 庭の眺め （竹村書房、1936年）
- 旅窓読本 （学芸社、1936年）
- 一政随筆 （学芸社、1937年）
- 顔を洗ふ （中央公論社、1938年）
- 美しい季節 （桜井書店、1942年）
- 一月櫻 （随筆 錦城出版社、1942年）
- 向ふ山 （歌集 昭南書房、1943年）
- 野の娘 （昭南書房、1943年 のち講談社文芸文庫）
- 我思古人 （靖文社、1947年 のち講談社文芸文庫）
- 歳々年々 （自在書房、1947年 のち講談社文芸文庫
- 篋中デッサン （建設社、1947年）
- 香爐峰の雪 （創元社、1950年）
- 見えない世界 （筑摩書房、1954年）
- モンマルトルの空の月 （筑摩書房、1955年 のち中公文庫）
- 猫と人間 （朋文堂、1955年）
- 正午牡丹 （筑摩書房、1958年）
- 道芝の記 （実業之日本社、1959年）
- うちには猛犬がゐる （筑摩書房、1963年 のち中公文庫）
- 遠くの顔 （中央公論美術出版、1967年）
- 近くの顔 （中央公論美術出版、1967年）
- 中川一政書蹟 （中央公論美術出版、1967年）
- 中川一政插画 （中央公論美術出版、1971年）
- さしゑ人生劇場 （求竜堂美術出版、1971年）
- 門前小僧 （中川一政水墨・岩彩 求竜堂、1973年）
- 書の本 （求竜堂、1974年）
- 一政印譜 （求竜堂、1974年）
- 中川一政文集 （全5巻 筑摩書房、1975年-1976年）
- 腹の虫 （日本経済新聞社、1975年 のち中公文庫）
- 対談 （求竜堂、1977年）
- 雨過天晴 （歌集 求龍堂、1979年）
- 随筆八十八 （講談社、1980年2月 のち文芸文庫）
- 中川一政文選 （筑摩叢書、1983年 のちちくま文庫）
- 画にもかけない （講談社、1984年 のち文芸文庫）
- 中川一政ブックワーク （形象社、1984年）
- つりおとした魚の寸法 （講談社、1985年）
- 中川一政全文集 （全10巻 中央公論社、1986年-1987年）
- 裸の字 （中央公論社、1988年 のち文庫）
- いのち弾ける! （二玄社、1996年）

## 系譜
- 父・政朝（1861-1940）は巡査（のち銀行の守衛）。金沢の刀剣鍛冶・松戸家の出身で、政朝の父は明治維新の廃刀令にともない彫刻師となり、政朝に木彫などを教えたが、政朝は上京し交番勤務の巡査となった。一政が小学生のとにき守衛に転職したが、生活は苦しかった[7][8]。
- 母・スワは松任市の農家・清水家の娘。一政9歳のときに死去[8]。
- 妻は伊藤為吉の娘、伊藤道郎の妹、千田是也の姉の暢子（1902-1970）[9]。1923年に結婚。中川のぶの名で翻訳を1冊（カアスン・マックカラーズ 『話しかける彼等』）出している。
  - 長女は俳優原保美の妻・原桃子（1924年生）。原保美の母は歌人原阿佐緒。
  - 長男は元劇団四季副社長、舞踊評論家の中川鋭之助（1927年生）。
  - 次男は映画監督中川晴之助（1931年生）[10]。晴之助が是也と最初の妻との間の娘モモコと従兄妹同士で結婚して生まれたのが次女で女優の中川安奈である[10]。
  - 三男菊之助（1935年生） - 24歳で死去
- 弟・中川正儀（1896-1972）は医師（金沢医学専門学校卒）。
- 妹・岩田愛子（1905-1984）

## 中川一政に師事した主な画家
- 田垣内友吉（1894年 - 1931年、三重県出身）
- 堀内唯生（1900年 - 1981年、長野県出身）
- 棟方寅雄（1902年 - 1992年、青森県出身）
- 志村一男（1908年 - 1981年、長野県出身）
- 田中謹左右（1908年 - 1935年、岡山県出身）
- 上原欽二（1915年 - 2001年、愛知県出身）
- 野村千春（1908年 - 2000年、長野県出身）
- 渡邉一雄（1937年 - 、静岡県出身）
- 小池邦夫（1941年 - 、愛媛県出身）
- 小杉小二郎（1944年 - 、東京都出身）